# Минерва Макгонагъл
Професор Минерва Макгонагъл (на английски: Professor Minerva McGonagall) е измислена героиня от книжната поредица Хари Потър на Дж. К. Роулинг. Минерва Макгонагъл е професор в училището за магия и вълшебство Хогуортс, ръководител е на дом Грифиндор и е професор по трансфигурация, както и заместник-директор на Албус Дъмбълдор и член на Ордена на Феникса. След поражението на лорд Волдемор от ръцете на нейния ученик Хари Потър и смъртта на директорите Албус Дъмбълдор и Сивиръс Снейп, Макгонагъл заема позицията на директор. Професор Макгонагъл е изиграна във филмовите адаптации от Маги Смит и от Фиона Гласкот във филмите, които са предистория – Фантастични животни: Престъпленията на Гринделвалд и Тайните на Дъмбълдор.
Покровителят на професор Макгонъгол приема формата на котка. Научава се от 7-а книга в битката за „Хогуортс“, където изпраща покровител със съобщения до другите ръководители на домовете.
Минерва е човек от когото не може да се скрие нищо. Висока, чернокоса магьосница. Макгонагол носи квадратни очила, които съвпадат с украската около очите ѝ, когато се трансформира в котка. Тя е една от малкото регистрирани зоомагове на века. Знае как да въвежда ред в часовете си без да повишава глас. Въпреки строгият ѝ външен вид, тя е много загрижена за учениците от нейния дом.
Като ученик Минерва Маконагол е била в дом „Грифиндор“, на когото сега е ръководител. Тя е голяма почитателка на „куидича“ и е фенка на отбора на „Грифиндор“. Тя уреди Хари Потър да играе куидич още от 1-ви курс, защото е впечатлена от уменията му. Също така Минерва е загришена за безопасността на Хари и дори когато той се завръща в Хогуорст тя е готова да му съдейства и го прави.
Директора на училището – Албус Дъмбълдор е имал голямо доверие в нея.
В началото на всяка учебна година, професор Макгонъгол слага на първокурсниците Разпределителната шапка, така се разпределят учениците по домовете: Грифиндор, Хафълпаф, Рейвънклоу, Слидерин.
Името ѝ – Минерва – идва от римската богиня на мъдростта, а Макгонъгол от поета Уилям Макгонъгол Топаза.
В 6 том от поредицата, след смъртта на Дъмбълдор, Макгонъгол поема временно неговия пост.
В последната част от книгите тя участва в Битката за „Хогуортс“. Също така помага на учениците да се евакуират от замъка, за да не пострадат от Битката за „Хогуортс“.
В седмата книга за Хари Потър тя заема длъжността на директор след смъртта на Сивиръс Снейп, но е директор за кратко и във втората и в края на шестата част от поредицата.
Участва във всеки филм от поредицата „Хари Потър“. Ролята ѝ във филма се изпълнява от Маги Смит.